# Endothenia melanosticta
Endothenia melanosticta es una especie de polilla del género Endothenia, categorizada en la tribu Olethreutini, de la subfamilia Olethreutinae.

## Distribución
Se distribuye por Estados Unidos.

## Taxonomía
Fue descrita por Walsingham en 1895 y publicada en (Penthina), Trans. ent. Soc. Lond. 1895: 500.